# Čavoglave
Čavoglave falu Horvátországban Šibenik-Knin megyében. Közigazgatásilag Ružićhoz tartozik.

## Fekvése
Knintől légvonalban 30, közúton 36 km-re délkeletre, községközpontjától légvonalban 6, közúton 9 km-re délkeletre Dalmácia középső részén, a Svilaje és Moseć-hegységek között, a Čikola forrásától délre fekszik. A településtől délnyugatra halad át az 56-os számú főút.

## Története
Területe már a római korban is lakott volt. Tőle északra, a mai Umljanović határában található Balina glavicán állt a Magnum nevű római város, melynek territóriumához a mai Čavoglave területe is hozzá tartozott. Itt haladt át az Aquileiát Dyrrachiummal összekötő fontos ókori kereskedelmi út. A horvátok a 7. században települtek le ezen a vidéken. Területét környező településekkel együtt 1522-ben szállta meg a török és csak a 17. század végén szabadították fel a velencei seregek. A török uralom idején területe a Klisszai szandzsák része volt. 1797-ben a Velencei Köztársaság megszűnésével a Habsburg Birodalom része lett. 1806-ban Napóleon csapatai foglalták el és 1813-ig francia uralom alatt állt. Napóleon bukása után ismét Habsburg uralom következett, mely az első világháború végéig tartott. A falunak 1857-ben 468, 1910-ben 507 lakosa volt. Az első világháború után rövid ideig az Olasz Királyság, ezután a Szerb-Horvát-Szlovén Királyság, majd Jugoszlávia része lett. 1991-ben teljes lakossága horvát nemzetiségű volt. A délszláv háború idején lakossága hősies kitartásának köszönhetően mindvégig horvát kézen maradt. A falu szülötte Marko Perković Thompson a háború idején írta "Bojna Čavoglave" című hazafias dalát, mely a települést országszerte híressé tette. A harcok 1995. augusztus 5-én értek véget, amikor a horvát hadsereg a Vihar hadművelet keretében a környező településeket is felszabadította. Ennek emlékére minden év augusztus 5-én nagy népünnepélyt tartanak itt a győzelem és a haza hálájának tiszteletére. 2011-ben 168 lakosa volt, akik mezőgazdasággal, állattartással foglalkoztak.

## Lakosság
| Lakosság változása | Lakosság változása | Lakosság változása | Lakosság változása | Lakosság változása | Lakosság változása | Lakosság változása | Lakosság változása | Lakosság változása | Lakosság változása | Lakosság változása | Lakosság változása | Lakosság változása | Lakosság változása | Lakosság változása | Lakosság változása |
| ------------------ | ------------------ | ------------------ | ------------------ | ------------------ | ------------------ | ------------------ | ------------------ | ------------------ | ------------------ | ------------------ | ------------------ | ------------------ | ------------------ | ------------------ | ------------------ |
| 1857               | 1869               | 1880               | 1890               | 1900               | 1910               | 1921               | 1931               | 1948               | 1953               | 1961               | 1971               | 1981               | 1991               | 2001               | 2011               |
| 468                | 409                | 433                | 419                | 481                | 507                | 513                | 544                | 302                | 559                | 498                | 507                | 411                | 285                | 199                | 168                |

## Nevezetességei
2014. szeptember 20-án Ante Ivas šibeniki püspök szentelte fel a Horvát mártírok tiszteletére szentelt új római katolikus templomát.